# Бад-Зоден-Аллендорф
Бад-Зоден-Аллендорф (нем. Bad Sooden-Allendorf) — город в Германии, в земле Гессен. Подчинён административному округу Кассель. Входит в состав района Верра-Майснер. Население составляет 8.544 человек (на 2009 года). Занимает площадь 73,53 км². Официальный код — 06 6 36 001.
В городе родился Георг Ниге — немецкий ландскнехт и поэт XVI века.